# Transport kolejowy w Strzegomiu
W Strzegomiu zlokalizowane były trzy dworce kolejowe (obecnie dwie stacje kolejowe zostały zdegradowane do roli przystanków osobowych). Stacja Strzegom jest nadal używana w regularnym ruchu pasażerskim i towarowym, a przez dwie pozostałe sporadycznie przejeżdżają pociągi towarowe.

## Strzegom
Stacja Strzegom zlokalizowana jest na peryferiach miasta. Oddana do użytku została 16 grudnia 1856 roku. Pierwsza, niemiecka nazwa stacji brzmiała Striegau. Od 1945 roku polska nazwa stacji to Strzegom. Przez stacje przechodzą linie Katowice – Legnica i Malczyce – Marciszów. Budynek dworca został adaptowany do innych celów (w części jest zamieszkały), kasy zamknięte i zlikwidowane. Przez stację przejeżdżają pociągi towarowe i osobowe relacji Kłodzko – Legnica.

## Strzegom Miasto
Stację Strzegom Miasto otwarto w 1890, przy obecnej al. Wojska Polskiego – na krańcu pochodzącej z 1911 estakady kolejowej otaczającej miasto od południa, wzdłuż murów obronnych. Po wybudowaniu łącznicy nr 772 Strzegom Miasto – Strzegom Międzyrzecze w 1914 zlokalizowano tu także posterunek odgałęźny. Obecnie łącznica została częściowo rozebrana, łącznie z rozjazdem posterunku Strzegom Miasto.

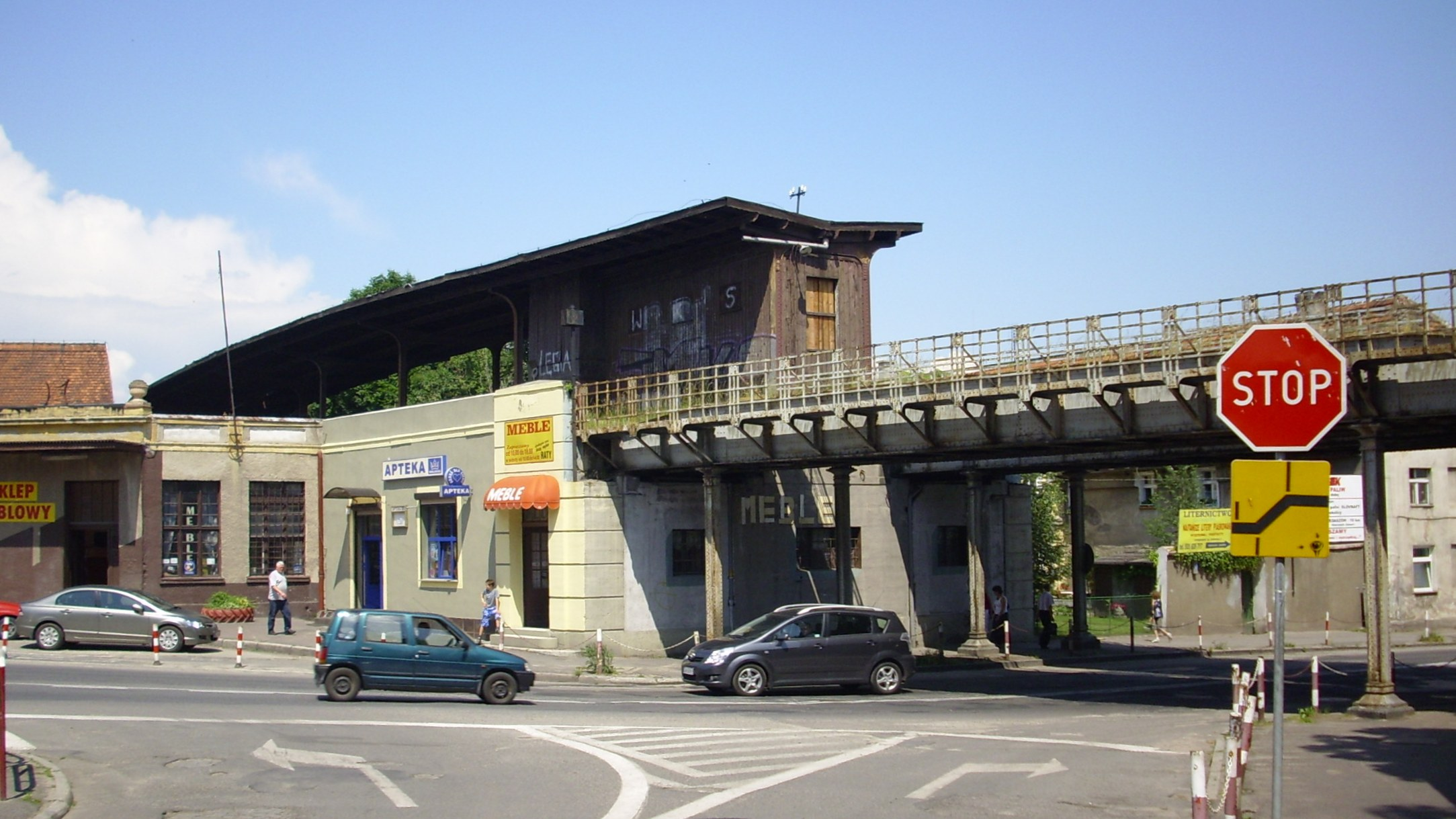
Strzegom Miasto

## Grabina Śląska
Budynek stacji jest zdewastowany. Sporadycznie pojawiają się tu pociągi towarowe. Od stacji odgałęzia się bocznica do zakładów kamieniarskich. Stacja kolejowa, stanowiąca zachowany w całości zespół dworca kolejowego, została wpisana do rejestru zabytków (mur.-szachulcowy budynek dworca z 1909 roku z łącznikiem oraz magazyn spedycji kolejowej).